# The Jewel in the Lotus
The Jewel in the Lotus is het enige muziekalbum dat de jazzsaxofonist/fluitist Bennie Maupin heeft opgenomen voor ECM Records. Het album bestaat uit freejazz. Maupin stond destijds nog onder invloed van Herbie Hancock, die dan ook meespeelt op dit album. Er spelen twee drummers mee.

## Musici
- Bennie Maupin – saxofoon, fluit, stem en klokkenspel
- Herbie Hancock – toetsen;
- Buster Williams – contrabas;
- Frederick Waits – slagwerk, percussie (linker kanaal)
- Billy Hart – slagwerk (rechter kanaal);
- Bill Summers – percussie;
- Charles Sullivan – trompet op Mappo en Excursion

## Composities
Alle composities zijn van Maupin:
1. Ensenada
2. Mappo
3. Excursion
4. Past + Present = future
5. The Jewel in the Lotus
6. Winds of Change
7. Song for Tracie Dixon Summers
8. Past is past